# Sikorsky MH-53

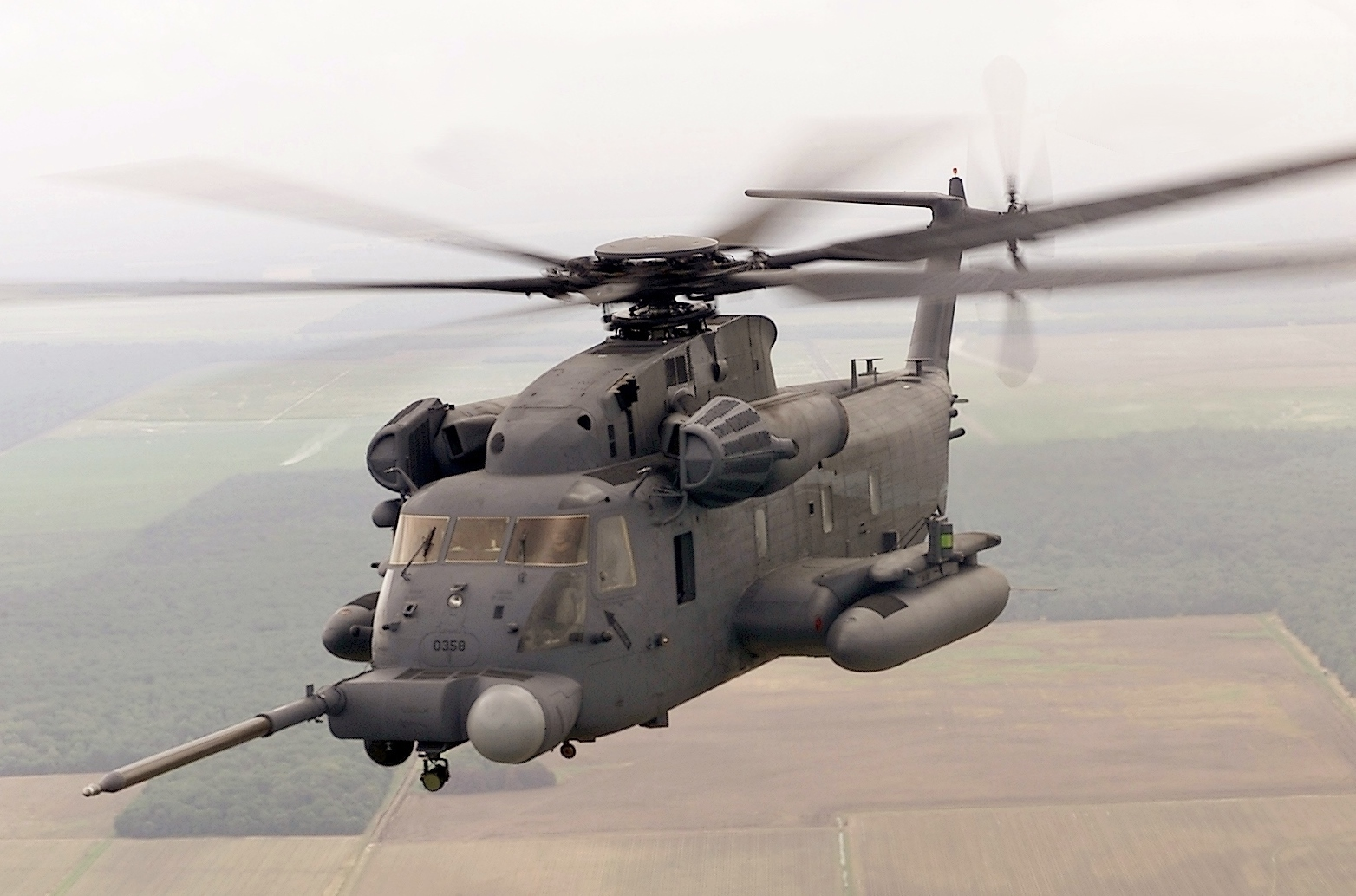
MH-53 Pave Low

Sikorsky MH-53 Pave Low — это вертолёты дальнего действия для специальных операций и боевых поисково-спасательных операций ВВС США. Серия была модернизирована из HH-53B/C, варианта Sikorsky CH-53 Sea Stallion. HH-53 «Super Jolly Green Giant» изначально был разработан для замены HH-3E «Jolly Green Giant». MH-53J/M ВВС США были выведены из эксплуатации в сентябре 2008 года.

## Разработка
Военно-воздушные силы США заказали 72 вертолёта HH-53B и HH-53C для поисково-спасательных подразделений во время войны во Вьетнаме, а позже разработали версию MH-53J Pave Low для специальных операций CSAR.
Задача вертолётов заключалась в незаметном проникновении на малой высоте, на большие расстояния в запрещенные районы, днем или ночью, в плохую погоду, для проникновения, эвакуации и пополнения запасов сил специальных операций. MH-53 часто работали вместе с самолётами MC-130H Combat Talon для навигации, связи и боевой поддержки и с MC-130P Combat Shadow для дозаправки в воздухе.
Большой зелёный корпус HH-53B принёс ему прозвище «Super Jolly Green Giant». Это название является отсылкой к меньшему по размеру HH-3E «Jolly Green Giant», удлинённому варианту вертолёта H-3 Sea King, использовавшемуся во время войны во Вьетнаме для боевых поисково-спасательных операций.

### HH-53B
ВВС США благосклонно относились к своим вертолётам дальнего действия Sikorsky S-61R/HH-3E «Jolly Green Giant» и были заинтересованы в более способных S-65/CH-53A. В 1966 году ВВС США заключили с Sikorsky контракт на разработку варианта вертолёта CH-53A.

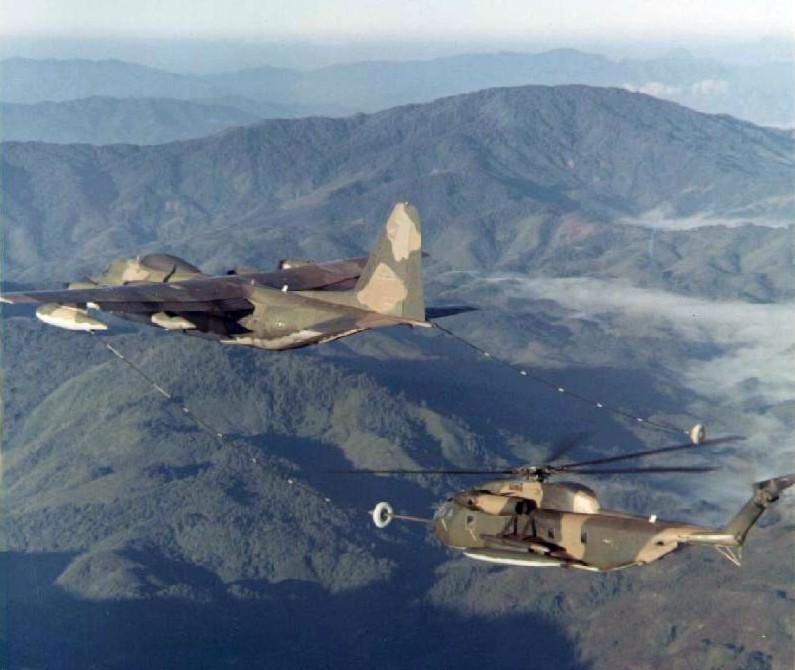
HH-53B 40-й аэрокосмической спасательно-спасательной эскадрильи дозаправляется от HC-130P Hercules над Северным Вьетнамом, 1969–70 гг.

HH-53B, как он был обозначен, отличался:
- Выдвижным зондом для дозаправки в полете на правой стороне носовой части.
- Веретенообразными съёмными внешними баками ёмкостью 650 галлонов (2,461 л), крепящимся к спонсонам и подкрепляемыми подкосами, прикреплёнными к фюзеляжу.
- Спасательный подъёмник над правой пассажирской дверью, способный поднять стальной трос на высоту 250 футов (76 м).
- Вооружение трехшпиндельная установка с шестиствольными пулемётами General Electric GAU-2 /A  калибра 7,62 мм, по одному в носовом люке с каждой стороны фюзеляжа и один на хвостовой аппарели, при этом наводчик закреплен ремнями безопасности.
- Всего 540 кг брони.
- Навигационный радар в носовой части днища.

Ранние HH-53B оснащались турбовальными двигателями T64-GE-3, но позже эти двигатели были модернизированы до турбовальных T64-GE-7. Стандартный экипаж состоял из пяти человек, включая пилота, второго пилота, начальника экипажа и двух параспасателей.

### HH-53C
HH-53B был, по сути, промежуточным типом, и производство быстро перешло к умеренно улучшенному варианту HH-53C. Наиболее заметное различие между HH-53B и HH-53C заключалось в том, что HH-53C обходился без распорок топливного бака. Опыт эксплуатации HH-53B показал, что первоначальный бак был слишком большим, что отрицательно влияло на производительность при полной заправке, поэтому новый бак стал меньшего размера. Другие изменения включали усиление брони и более полный набор радиостанций для улучшения связи с самолётами-заправщиками C-130, штурмовиками, поддерживающими действия CSAR, и лётными экипажами, ожидающими спасения на земле. В остальном HH-53C был очень похож на HH-53B, но с более мощными двигателями T64-GE-7.
Всего было построено 44 HH-53C, которые поступили на вооружение в августе 1968 года. В конце войны они были оснащены модулями противодействия ракетам с тепловым наведением. Как и HH-53B, HH-53C также использовался для тайных операций и захвата возвращаемых капсул, а также для перехвата разведывательных дронов. Некоторым из них было поручено поддерживать космическую программу «Аполлон», готовясь вернуть капсулу «Аполлона» в случае прерывания запуска, хотя такой аварии так и не произошло.
Помимо HH-53C, ВВС получили 20 вертолетов CH-53C для более общих транспортных работ. CH-53C, по-видимому, был очень похож на HH-53C, даже сохраняя спасательный подъёмник, наиболее заметным отличием было то, что CH-53C не имел зонда для дозаправки в воздухе. Поскольку CH-53C использовались для тайных операций, они были вооружены и бронированы, как HH-53C. Большое количество данных вертолётов было переоборудовано в вертолёты специального назначения Pave Low. PAVE или Pave — кодовое обозначение ВВС ряда систем вооружения, использующих передовую электронику.

### HH/MH-53H
Super Jolly Green Giant ВВС США считались полезными вертолётами, но по сути они были машинами для дневной и ясной погоды, и сбитый экипаж часто попадал в беду ночью или в плохую погоду. Ограниченная система датчиков ночной/ненастной погоды, получившая обозначение «Pave Low I», основанная на тепловизоре для низкой освещенности (LLLTV), была развернута в Юго-Восточной Азии в 1969 году и прошла боевые испытания на Super Jolly, но её надежность оказалась недостаточной.
В 1975 году HH-53B был оснащён значительно улучшенной системой Pave Low II и был переименован в YHH-53H. Данное испытание оказалось гораздо более удовлетворительным, поэтому восемь вертолётов HH-53C получили дальнейшее усовершенствование систем и получили новое обозначение HH-53H Pave Low III, а YHH-53H также был модернизирован до этой спецификации. Все они были приняты на вооружение в 1979 и 1980 годах 
HH-53H сохранил зонд дозаправки в воздухе, внешние топливные баки, спасательный подъёмник и вооружение от HH-53C; Вооружение обычно представляло собой три пулемёта M134 Minigun с каждой стороны и один крупнокалиберный пулемёт Browning M2 в хвостовой части. Улучшения, представленные в HH-53H, включали:
- Перспективный инфракрасный тепловизор (FLIR) производства Texas Instruments AN/AAQ-10.
- Радар слежения за местностью (TFR) производства Texas Instruments AN/APQ-158, который представлял собой оцифрованную версию радара, используемого на А-7. В дальнейшем он был модифицирован, чтобы иметь возможность одновременно подавать команды уклонения от местности и следования за местностью (первый вертолёт, обладающий этой уникальной функцией).
- Канадская радиолокационная система Marconi.
- Инерциальная система наведения производства Litton или Honeywell.
- Компьютеризированный дисплей с движущейся картой.[5]
- Приемник радиолокационной сигнализации (RWR) и дозаторы соломенных ракет.

FLIR и TFR устанавливались на характерном креплении «подбородок». HH-53H мог быть оснащён 27 сиденьями для военнослужащих или 14 носилками. Модернизация была проведена ВМС в Пенсаколе, что отражает тот факт, что ВМС проводили техническое обслуживание вертолётов S-65 ВВС высокого уровня. В 1986 году уцелевшие HH-53H были модернизированы в рамках программы CONSTANT GREEN, включающей дополнительные улучшения, такие как кабина с сине-зелёным освещением, совместимая с прибором ночного видения. Затем они были переклассифицированы в машины «специального назначения» и соответственно получили новое обозначение MH-53H.
HH-53H зарекомендовал себя, и ВВС решили заказать еще, представив конфигурацию MH-53J Pave Low III Enhanced. Общая конфигурация MH-53J аналогична конфигурации HH-53J, основное изменение заключается в установке двух турбовальных двигателей T64-GE-415 мощностью 4380 л.с. каждый, а также усиление брони до веса а 450 кг. Также были произведены некоторые обновления авионики, в том числе установлен современный приёмник спутниковой навигации системы глобального позиционирования (GPS). В общей сложности 31 HH-53B, HH-53C и CH-53C были модернизированы до конфигурации MH-53J с 1986 по 1990 год, при этом все MH-53H также были модернизированы, в результате чего в общей сложности получился 41 MH-53J.

### MH-53J/M

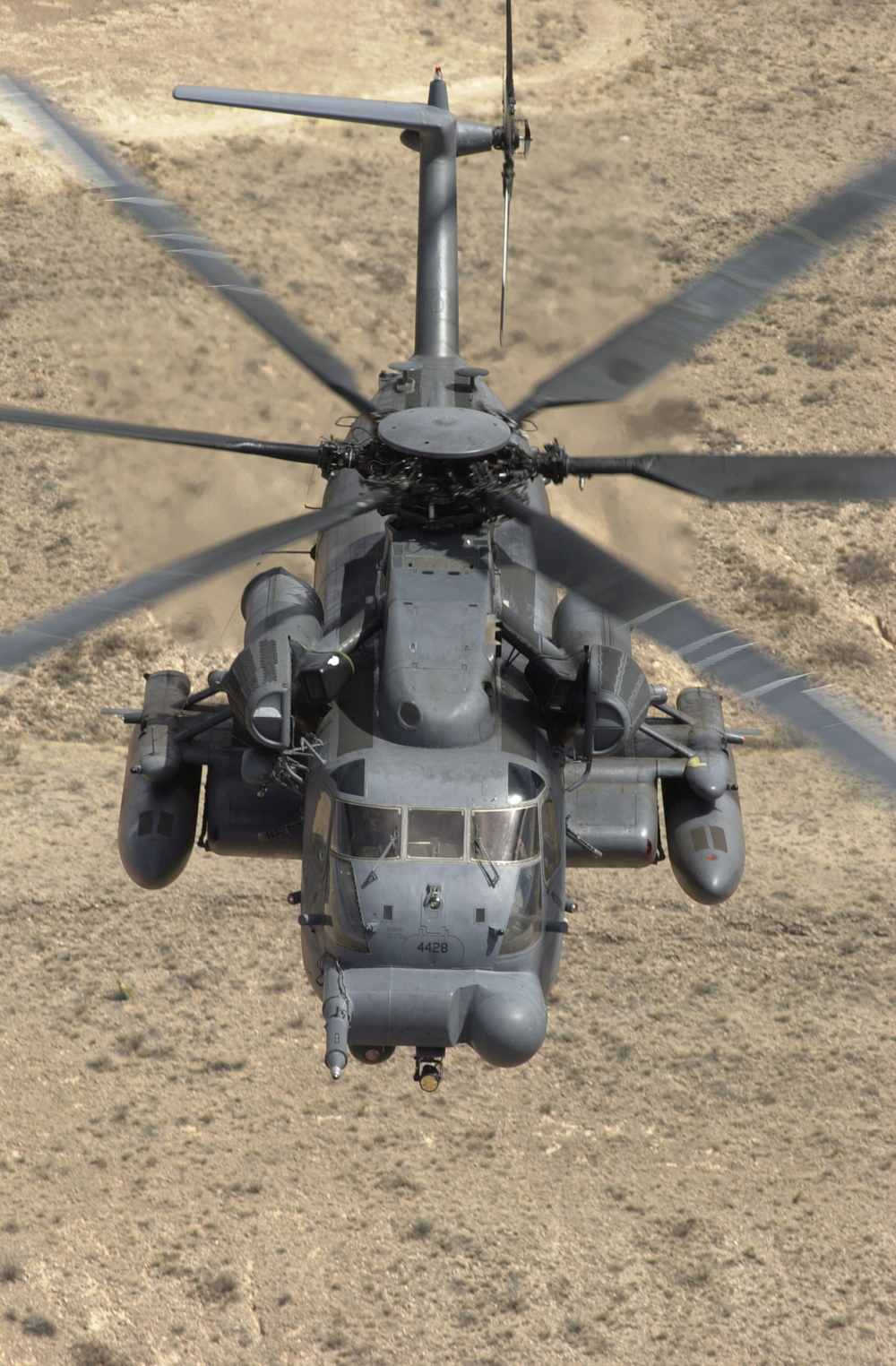
MH-53J Pave Low IIIE из 551-й эскадрильи специальных операций 58-го крыла специальных операций выполняет тренировочный полёт.

MH-53J Pave Low III был самым большим, мощным и технологичным военно-транспортным вертолётом на вооружении ВВС США . Радар слежения за местностью и уклонения от нее, инфракрасный датчик переднего обзора, инерциальная навигационная система с системой глобального позиционирования, а также отображение проецируемой карты позволяют экипажу следовать контурам местности и избегать препятствий, что делает возможным проникновение на малых высотах.
В рамках программы Pave Low III ВВС модифицировали девять MH-53H и 32 HH-53 для ночных полетов и эксплуатации в сложных погодных условиях. Модификации включали инфракрасную инерциальную навигационную систему AN/AAQ-18, систему глобального позиционирования, навигационные системы, радар слежения за местностью и предотвращения пересечения местности APQ-158, бортовой компьютер, усовершенствованную навигационную систему и интегрированную авионику для обеспечения точной навигации к целевым областям и обратно. ВВС обозначили эти модифицированные версии как MH-53J.
Основная задача MH-53J заключалась в высадке, снабжении и подборе сил специальных операций в тылу противника. Он также мог участвовать в боевых поисково-спасательных операциях. Проникновение на малых высотах стало возможным благодаря современному радару слежения за местностью, а также инфракрасным датчикам, позволяющим вертолёту действовать в плохую погоду. Он был оснащен броневой обшивкой. Мог перевозить одновременно 38 военнослужащих и перевозить до 9 тонн груза внешним крюком. Он был способен развивать максимальную скорость 266 км/ч и имел потолок 4.900 м.
MH-53M Pave Low IV был модифицирован по сравнению с конфигурацией MH-53J с добавлением системы интерактивной оборонительной авионики/многоцелевого усовершенствованного тактического терминала IDAS/MATT. Система повысила защитные возможности Pave Low. Оно обеспечивало мгновенный доступ к общей ситуации на поле боя посредством электронных обновлений боевого порядка практически в реальном времени. Она также обеспечила новый уровень предотвращения обнаружения благодаря трансляции угроз за горизонтом практически в реальном времени, поэтому экипажи могли избегать и преодолевать угрозы, а также при необходимости перепланировать маршрут.

## Применение
В ожидании поставок HH-53B ВВС получили два вертолёта CH-53A от КМП США для оценки и обучения. Первый из восьми HH-53B совершил свой первый полёт 15 марта 1967 года, а к концу года этот тип выполнял миссии CSAR вместе с Аэрокосмической службой спасения и восстановления ВВС США в Юго-Восточной Азии. ВВС назвали HH-53B «Super Jolly». Он использовался для CSAR, тайных боевых действий и «отлова» возвращаемых капсул со спутников фоторазведки KH-8 Gambit 3.
Военно-воздушные силы потеряли 17 вертолётов во время войны во Вьетнаме, из них 14 - в боях, в том числе один, который был сбит северо-вьетнамским МиГ-21 28 января 1970 года во время миссии CSAR над Лаосом, - и три потеряны в результате несчастных случаев. В ноябре 1970 года «Супер Джолли» попали в заголовки газет в ходе неудачного рейда в Северный Вьетнам с целью спасения военнопленных из лагеря для военнопленных Шонтэй, а также в операции по спасению экипажа грузового судна SS Mayagüez от камбоджийских боевиков «красных кхмеров» в Май 1975 года.
HH-53B, HH-53C и CH-53C оставались на вооружении ВВС до конца 1980-х годов. «Супер Джолли», действовавшие на передовой, были окрашены в различные камуфляжные схемы, а вертолёты спасательной службы США были окрашены в общий серый цвет с жёлтой повязкой на хвосте.
Первые девять HH-53H Pave Low вступили в строй 1 июля 1980 года и были переданы из Командования военных воздушных перевозок, где они должны были быть активами CSAR, в 1-е крыло специальных операций после катастрофы операции «Орлиный коготь». Два HH-53H были потеряны в результате несчастных случаев на тренировках в 1984 году, поэтому два CH-53C были доведены до стандарта HH-53H в качестве замены.
Пять MH-53J из 20-й эскадрильи специальных операций были переброшены в Панаму в рамках операции «Правое дело» в декабре 1989 года. В ходе операции MH-53J выполняли задачи, включая разведку, высадку небольших групп, медицинскую эвакуацию, логистику и огневую поддержку. Радар слежения за местностью и уклонения от местности MH-53, а также GPS позволяли вертолётам достигать целей, которые другие вертолеты не могли достичь. В одном случае MH-53 использовал свои возможности точной навигации, чтобы привести команду SEAL на вертолётах MH-6 Little Bird к удалённой цели.
Последний полёт MH-53 Pave Low состоялся 27 сентября 2008 года, когда оставшиеся шесть вертолетов вылетели для поддержки сил специальных операций в Юго-Западной Азии. Вскоре после этого эти MH-53M были сняты с вооружения и заменены на V-22 Osprey.

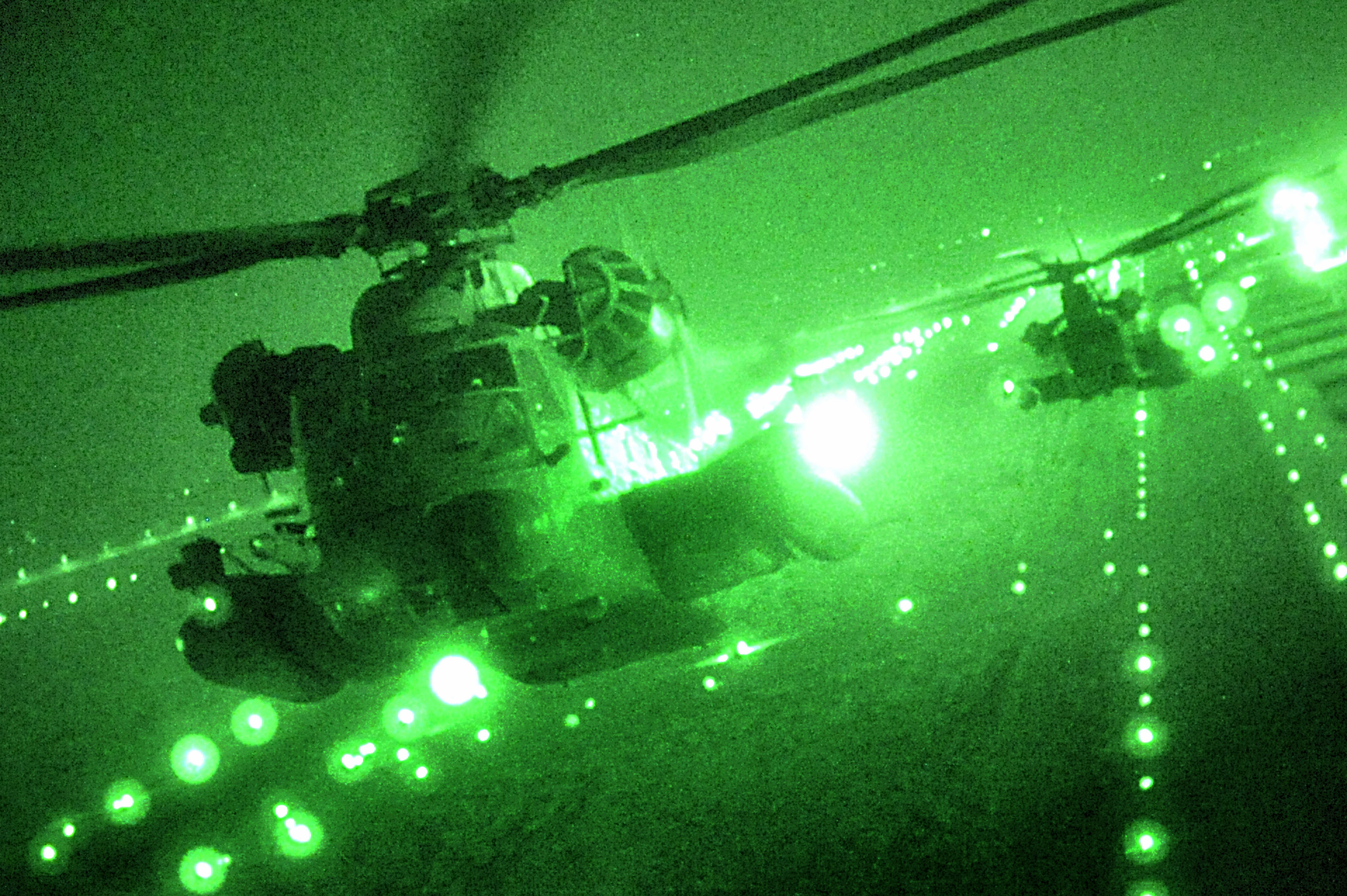
Последний боевой вылета MH-53 Pave Low над Ираком в сентябре 2008 года.

## На вооружении
США
- ВВС США [8]

## Тактико-технические характеристики (MH-53J)
- Экипаж: 6 человек (2 пилота два инженера и двое наводчиков)
- Длинна: 27 м
- Высота: 7,6 м
- Масса снаряжённого: 14.515 кг
- Нормальная взлётная масса: 20.865 кг
- Максимальная взлётная масса: 23.000 кг
- Диаметр несущего винта: 21,95 м
- Силовая установка: 2 x турбовальных двигателя General Electric T64-GE-100 мощностью 4.330 л.с каждый
- Максимальная скорость: 310 км/ч
- Крейсерская скорость: 280 км/ч
- Дальность: 1.100 км, может быть увеличена с помощью дозаправки
- Практический потолок: 4.900 м
- Вооружение: 3x пулемёта M134 Minigun, установленные по бокам и один крупнокалиберный пулемёт M2, установленный на рампе

## В кино
В фильме «Трансформеры» 2007 года, в вертолёт MH-53 мог трансформироваться десептикон Блэкаут (англ. Blackout)

## В видеоиграх

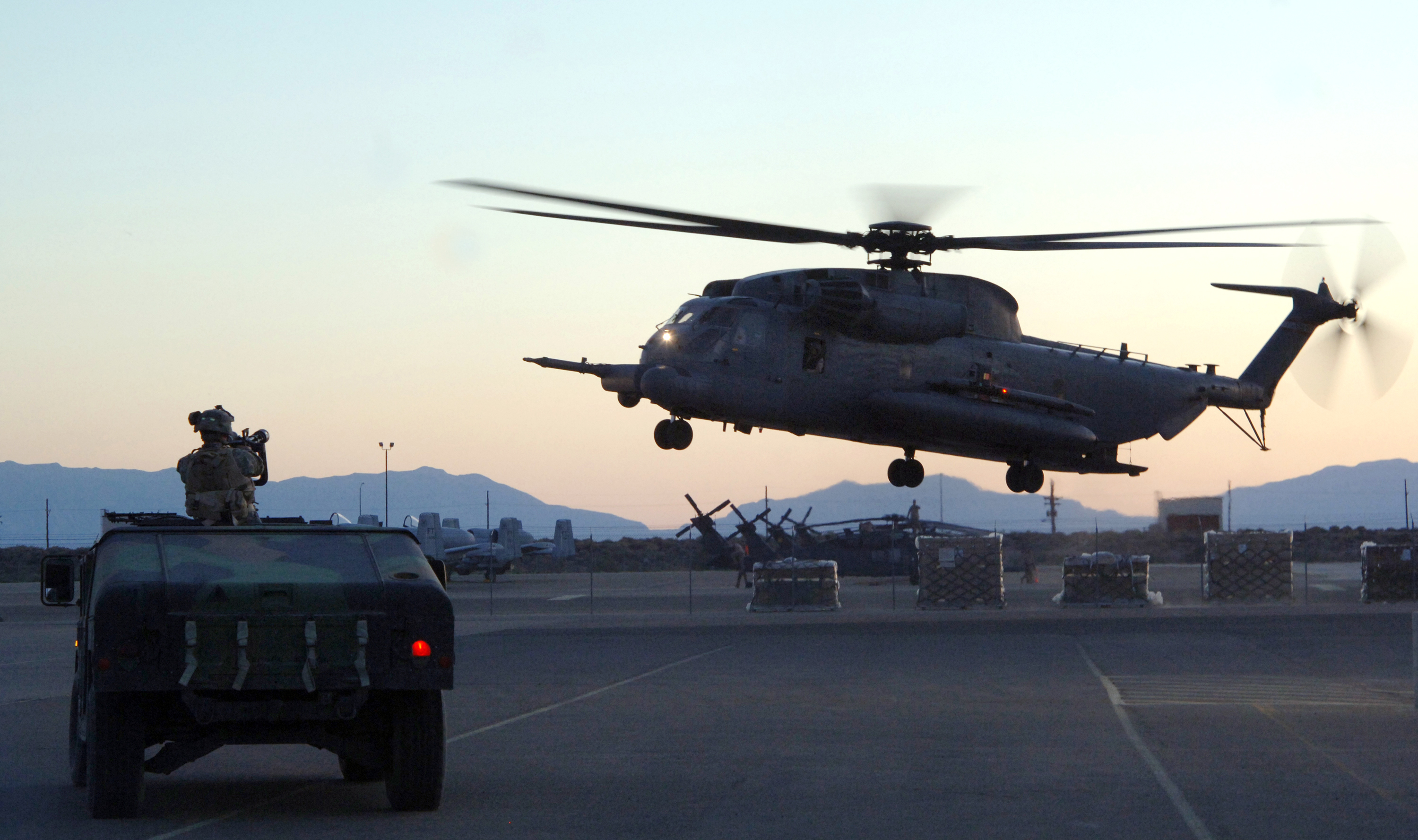
MH-53 на съёмках фильма «Трансформеры»

В компьютерной игре Call of Duty: Modern Warfare 2 2009 года, вертолет играет важную роль в некоторых миссиях, а также является личным вертолетом Генерала Шепарда, главного антагониста игры.